# Park Narodowy Timanfaya
Park Narodowy Timanfaya (hiszp. Parque Nacional de Timanfaya) – hiszpański park narodowy, znajdujący się na wyspie Lanzarote, w archipelagu Wysp Kanaryjskich, powstały na terenach wulkanicznych, który swój obecny wygląd zawdzięcza potężnej erupcji w latach 1730 do 1736. W tym okresie codziennie przez 6 lat z około 300 kraterów znajdujących się na tym obszarze, wypływało około 48 mln3 lawy. Do kolejnej erupcji doszło jeszcze w 1824. W sumie park narodowy zajmuje 51,07 km². Alternatywna nazwa parku to Góry Ognia (Montañas del Fuego).
Do chwili obecnej w Timanfaya można poczuć wulkaniczny charakter wyspy – kamienie znajdujące się kilka centymetrów pod ziemią mają do 100 °C, a na głębokości 10 metrów temperatura dochodzi do 600 °C. Personel parku udowadnia prawdziwość powyższych pomiarów, organizując pokazy polegające na wrzucaniu do dołów w ziemi suchych gałęzi, które natychmiast się zapalają, czy wlewając wodę do szczelin w ziemi, które natychmiast zagotowana wybucha na kształt gejzera.

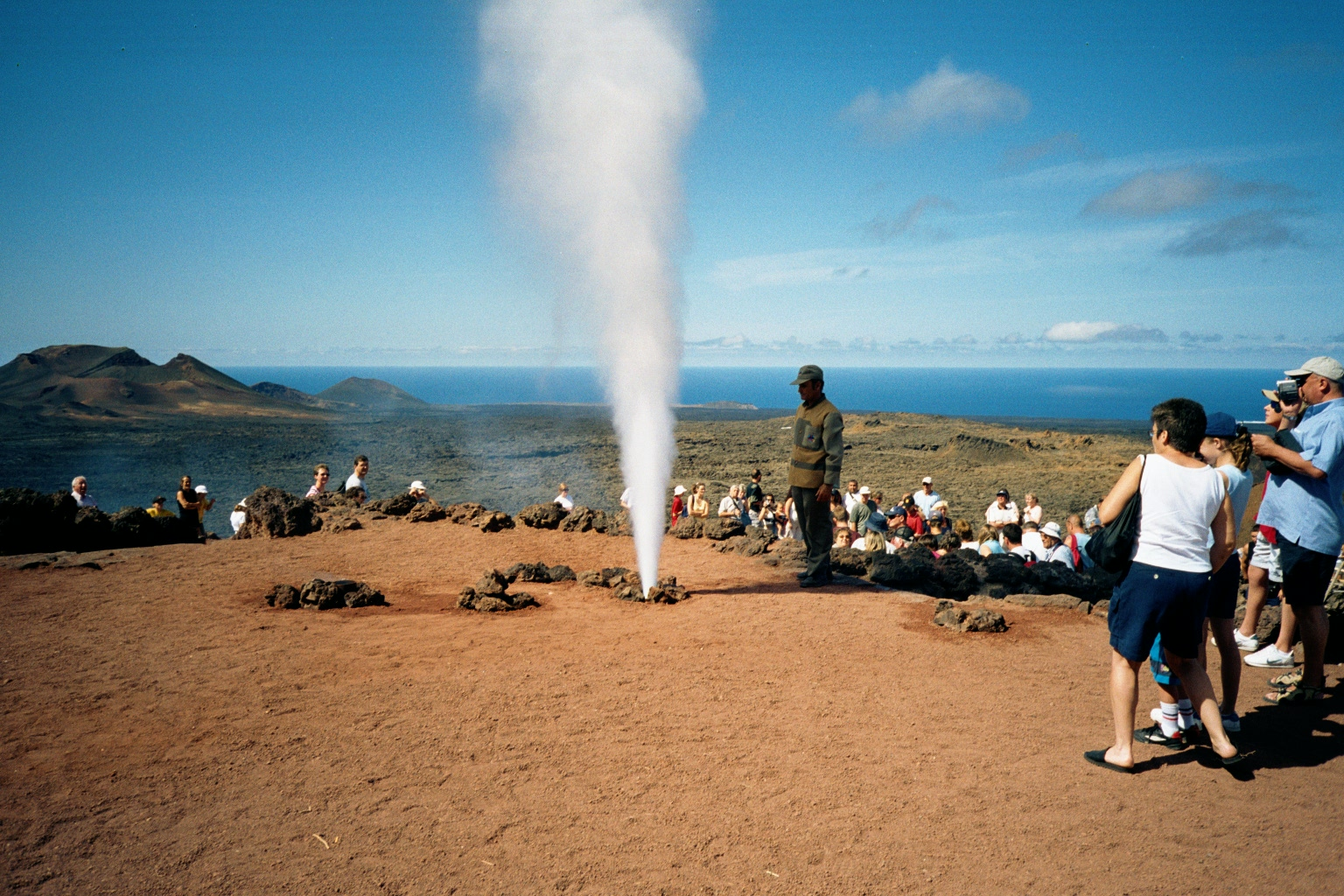
Wybuch „gejzera”
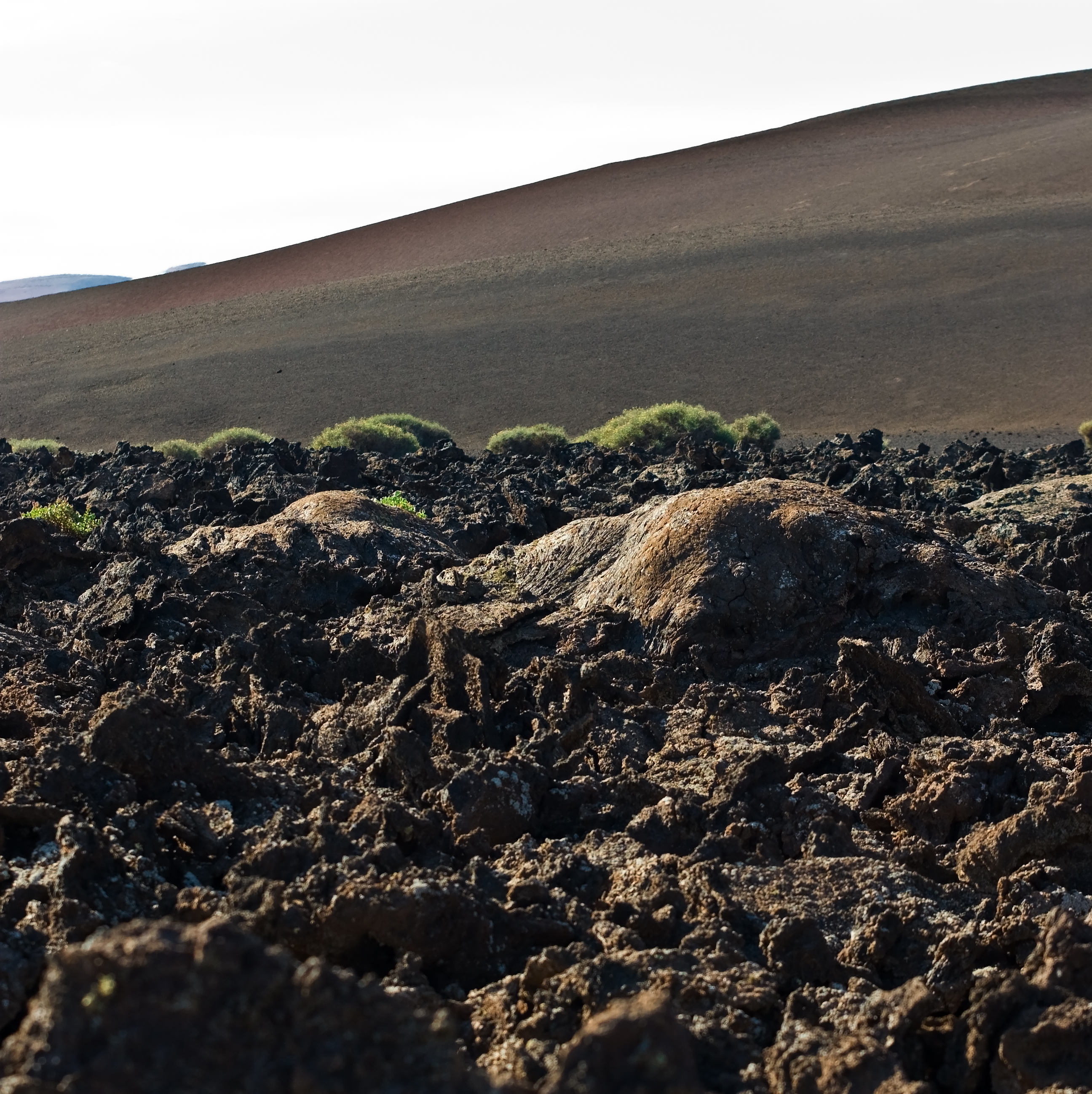
Lawa wulkaniczna
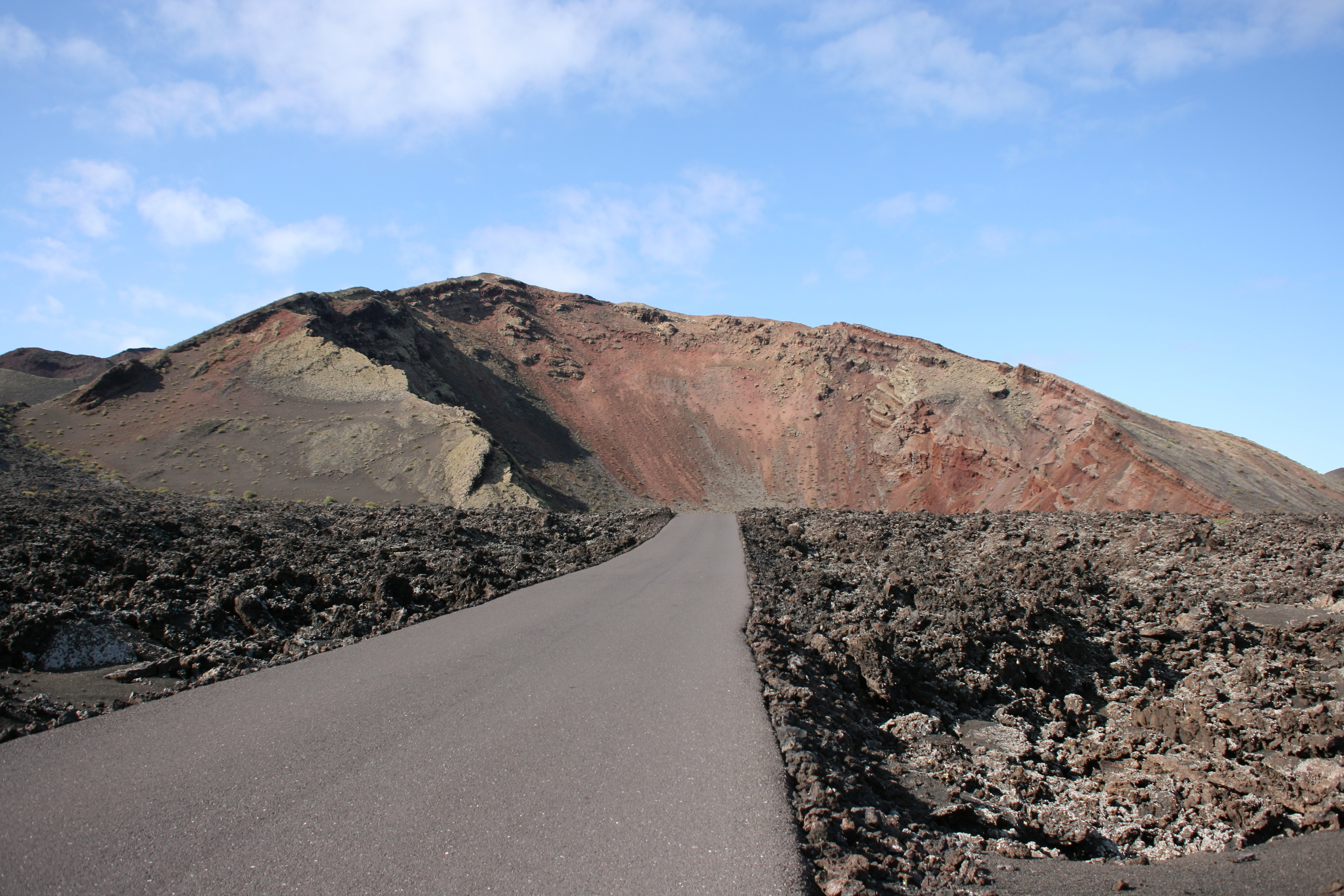
Wąska droga otoczona zastygłą lawą

Na jednym z wulkanicznych stożków znajduje się punkt widokowy, który został zaprojektowany przez Césara Manrique oraz restauracja El Diablo, która serwuje dania z grilla ogrzewanego przez ciepło wulkaniczne. Po terenie parku organizowane są objazdowe autokarowe wycieczki tzw. Ruta de los Volcanes.
W 1993 UNESCO uznało teren parku za rezerwat biosfery.

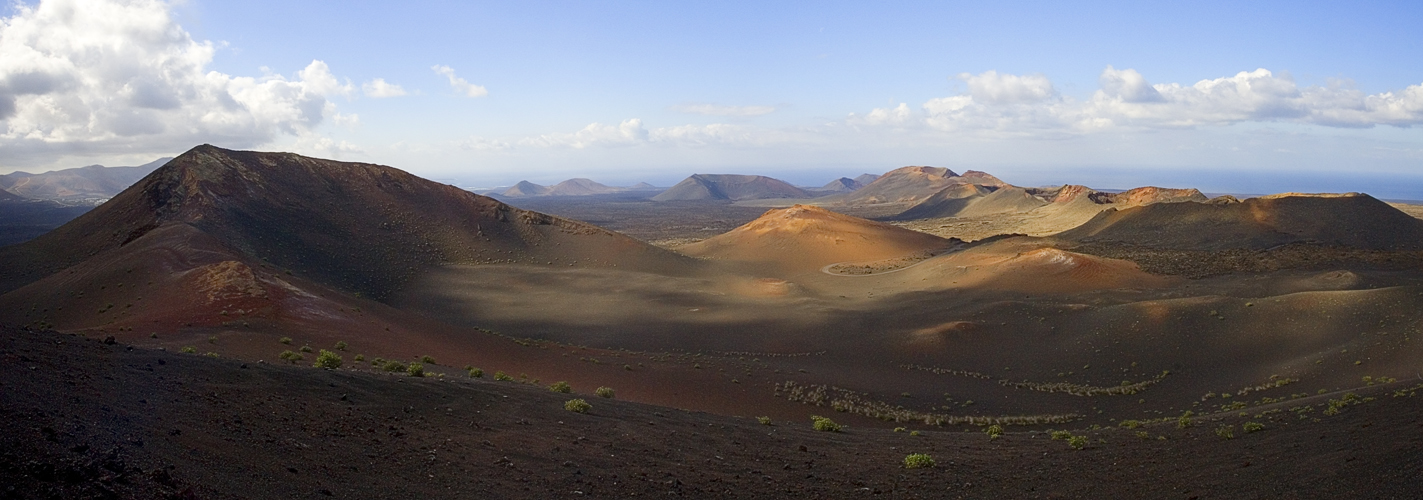
Park Narodowy Timanfaya